# L'Épine-aux-Bois
L'Épine-aux-Bois je francouzská obec v departementu Aisne v regionu Hauts-de-France. V roce 2015 zde žilo 265 obyvatel.

## Poloha obce
Sousední obce jsou: Dhuys et Morin-en-Brie, Rozoy-Bellevalle, Vendières a Viels-Maisons.

## Vývoj počtu obyvatel
Počet obyvatel